# Daloa
Daloa er en by i det centrale Elfenbenskysten, med et indbyggertal (pr. 2007) på cirka 227.000. Byen er hovedstad i et departement af samme navn, og ligger vest for landets hovedstad Yamoussoukro. 